# In Your House 15: A Cold Day in Hell
In Your House 15: A Cold Day in Hell è stata la quindicesima edizione dell'evento in pay-per-view In Your House, prodotto dalla World Wrestling Federation. L'evento si è svolto l'11 maggio 1997 al Richmond Coliseum di Richmond, Virginia.

## Risultati
| #            | Risultati                                                                                             | Stipulazioni                                   | Durata |
| ------------ | --- | ---------------------------------------------- | ------ |
| Dark         | The Legion of Doom (Hawk e Animal) hanno sconfitto Owen Hart e The British Bulldog (c) per squalifica | Tag team match per i WWF Tag Team Championship | 05:00  |
| Free for All | Rockabilly ha sconfitto Jesse James                                                                   | Single match                                   | 03:36  |
| 1            | Hunter Hearst Helmsley (con Chyna) ha sconfitto Flash Funk                                            | Single match                                   | 10:05  |
| 2            | Mankind ha sconfitto Rocky Maivia per Sottomissione Tecnica                                           | Single match                                   | 08:46  |
| 3            | The Nation of Domination (Crush, Savio Vega e Faarooq) ha sconfitto Ahmed Johnson                     | Gauntlet match                                 | 13:25  |
| 4            | Ken Shamrock ha sconfitto Vader                                                                       | No Holds Barred match                          | 13:21  |
| 5            | The Undertaker (c) ha sconfitto Steve Austin                                                          | Single match per il WWF Championship           | 20:06  |